# Grabe, Apače
Grabe este o localitate din comuna Apače, Slovenia, cu o populație de 98 de locuitori.